# Phares de Kaapduinen
Les phares de Kaapduinen sont un dispositif de deux phares à feu directionnel  situé au village de Dishoek (commune de Veere), province de Zélande aux Pays-Bas.
Il est géré par le Rijkswaterstaat , l'organisation nationale de l'eau des Pays-Bas.

## Histoire
Les phares, mis en service en 1951, se situent dans les dunes à l'entrée de l'Escaut occidental, à environ 8 km au nord-ouest de Flessingue. Le feu avant et le feu arrière sont synchronisés pour guider les navires dans le chenal étroit de l'Oostgat. Ils ont remplacé la première station de signalisation datant de 1866.

### Chenal d'Oostgat

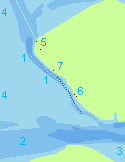
Chenal d'Oostgat

L'Oostgat est un chenal étroit mais profond situé à l'embouchure de l'Escaut occidental, près de la côte sud-ouest de Walcheren. Les navires peuvent arriver de la mer du Nord à partir de deux directions via deux canaux : le  passage de Wielingen, le canal au sud et l’Oostgat, le canal au nord.
Légende : 1 - Chenal d'Oostgat ; 2 - passage Wielingen ; 3 - Escaut occidental ; 4 - Mer du Nord ; 5 - Phare de Westkapelle  et phare de Noorderhoofd ; 6 - Phares de Kaapduinen ; 7 - Phare de Zoutelande .

## Description
Chaque phare  est une tour carrée en maçonnerie avec un toit chatior. Le feu émet à travers une fenêtre située en haut de la tour. Ils sont rayés horizontalement avec des bandes jaunes et rouges.

### Feu avant
La tour  mesure 14 m de haut et son feu à occultations émet, à une hauteur focale de 26 m, un long éclat blanc de 4 secondes par période de 5 secondes. Sa portée est de 13 milles nautiques (environ 24 km).
Identifiant : ARLHS : NET-048 ; NL-0060 -Amirauté : B0184 - NGA : 114-9156 .

### Feu arrière
La tour  mesure 13 m de haut et son feu à occultations émet, à une hauteur focale de 35 m, un long éclat blanc de 4 secondes par période de 5 secondes. Sa portée est de 13 milles nautiques (environ 24 km).
Identifiant : ARLHS : NET-049 ; NL-0162 - Amirauté : B0184.1 - NGA : 114-9160 .

## Caractéristique dufeu maritime
Fréquence :5 secondes (W)
- Lumière : 4 secondes
- Obscurité : 1 seconde

### Lien connexe
- Liste des phares des Pays-Bas